# 443 km
443 km (ros. 443 км) – przystanek kolejowy w miejscowości Awtoriemzawod, w rejonie smoleńskim, w obwodzie smoleńskim, w Rosji. Leży na linii Moskwa - Mińsk - Brześć.